# Love at First Feel
«Love at First Feel» es una canción de la banda australiana de hard rock AC/DC. Es la segunda canción de la versión internacional de su álbum Dirty Deeds Done Dirt Cheap, lanzado en noviembre de 1976, y fue escrita por Angus Young, Malcolm Young, y Bon Scott. La versión internacional no fue lanzado en los Estados Unidos hasta el mes de abril de 1981.
"Love at First Feel" no se incluyó en la edición original del álbum Dirty Deeds Done Dirt Cheap de Australia, publicado en septiembre de 1976, por lo que es uno de los dos temas no disponibles de AC/DC en los discos de las versiones australianas. (La otra es Cold Hearted Man, publicado en la versión europea de Powerage). Por el contrario, existen varias canciones que están disponibles sólo en las ediciones australianas de los álbumes de AC/DC y que no han sido publicadas en el extranjero. Sin embargo, "Love at First Feel" fue lanzado en Australia como sencillo en enero de 1977, con "Problem Child" como lado B.
El cantante y compositor Mark Kozelek realizó un cover de esta canción en su álbum tributo a AC/DC titulado What's Next to the Moon.

## Lista de canciones
Todas las letras escritas por Angus Young y Malcolm Young, toda la música compuesta por AC/DC. 
| Lanzamiento promocional |        |          |  |
| N.º                     | Título | Duración |  |

## Personal
- Bon Scott – voz
- Angus Young – guitarra
- Malcolm Young – guitarra rítmica
- Mark Evans – bajo
- Phil Rudd – batería

## Producción
- Harry Vanda  - productor
- George Young - productor